# EllaLink

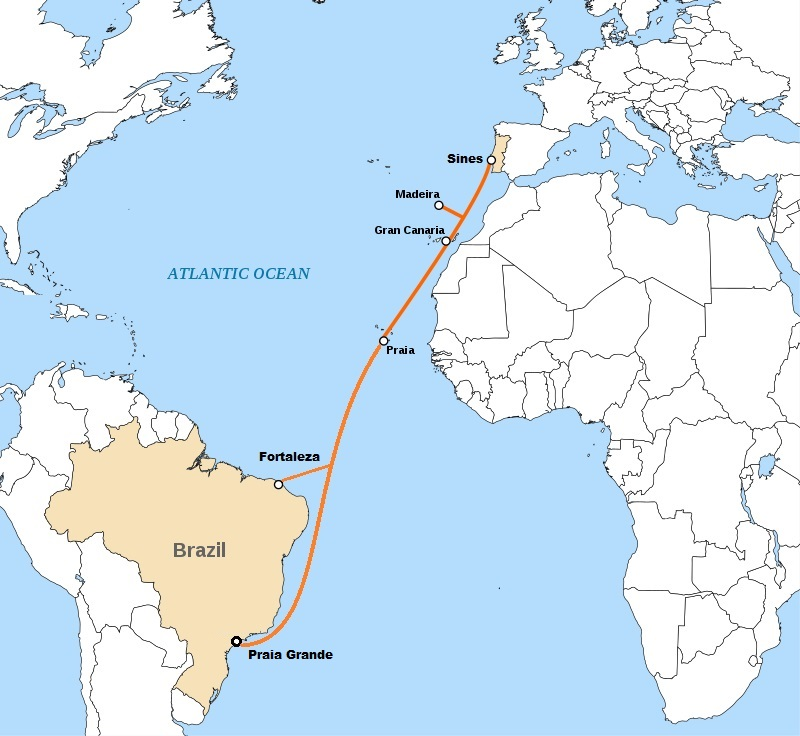
Rota da EllaLink. Imagem de 2015.

EllaLink (anteriormente EulaLink) é um cabo submarino entre Brasil e Portugal (Sines), com emersões em Cabo Verde, Ilhas Canárias ,  Madeira e Guiana Francesa. O custo estimado foi de US$185 milhões. Atualmente, o único outro cabo que liga a América Latina diretamente à Europa é o cabo Atlantis-2, instalado em 2000, cuja capacidade limitada de 20 gbps, tem feito com que seja usado quase exclusivamente como link de telefonia.
Um dos objetivos do projeto é contornar os Estados Unidos como rota para conexão à Europa, devido ao poder que esta posição de intermediário dá aos EUA para espionar comunicações brasileiras, por meio da Agência de Segurança Nacional. A respeito disto, a então presidente do Brasil, Dilma Rousseff, disse que o EllaLink seria central para "garantir a neutralidade" da Internet, sinalizando seu desejo de blindar o tráfego de internet do Brasil contra a vigilância dos EUA.
O EllaLink provê uma conexão de 100Gbps; a atual conexão é de apenas 10Gbps.

## Histórico
- 2015: uma joint-venture entre a Telebrás e IslaLink (da Espanha) foi assinado, determinando a compleção da conexão no início de 2018. A IslaLink ficará com 45% de benefícios no projeto, a Telebrás ficará com 35%, e os outros 20% serão de um acionista brasileiro.[5]
- 2018: a Telebrás se vê sem condições financeiras de financiar a construção do cabo em 35% como se pretendia, e decide substituir os 35% de custeio da construção pela aquisição de direitos irrevogáveis de uso do cabo quando concluído.[7]
- 2019: previa-se que o link começaria a ser construído ainda na primeira metade daquele ano.[6]
- 2020: em janeiro a Telebrás desistiu de participar da iniciativa, alegando que na Lei Orçamentária Anual de 2020 não constava autorização para o dispêndio da aquisição dos direitos de uso do cabo, ou seja, não havia dinheiro para honrar a promessa.[7] Mas ainda assim, previa-se que o cabo entraria em operação ainda em dezembro daquele ano.[8] Estava sendo construído pela Alcatel Submarine Networks (subsidiária da Nokia) e estimava-se uma vida útil de 25 anos.[9]
- 2021: em 6 de janeiro o cabo chegou a Sines, em Portugal. Previa-se a entrada em operação no segundo trimestre de 2021. Estimava-se que a latência na transmissão de dados entre os dois continentes seria então reduzida em 50%.[10] A previsão inicial era de fornecimento de 72 Tbps por meio de 4 pares de fibras.[11] O cabo havia sido já instalado no porto de Fortaleza, e nessa data é que foi instalado no porto de Sines, faltando ainda unir as metades no meio do Atlântico.[12]